# San Ginés (Paderne de Allariz)
San Ginés (llamada oficialmente San Xes) es una parroquia y un lugar del municipio español de Paderne de Allariz, en la provincia de Orense, Galicia.

## Organización territorial
La parroquia está formada por tres entidades de población:
- Penalba
- Riobodas (Riodebodas)
- San Ginés (San Xes)

## Demografía

### Parroquia
| Gráfica de evolución demográfica de San Ginés (parroquia) entre 2000 y 2023 |
|                                                                             |
| Datos según el nomenclátor publicado por el INE.                            |

### Lugar
| Gráfica de evolución demográfica de San Ginés (lugar) entre 2000 y 2023 |
|                                                                         |
| Datos según el nomenclátor publicado por el INE.                        |